# Румунська хокейна федерація
Румунська хокейна федерація (рум. Federaţia Română de Hochei pe Gheaţă, FRHG) — організація, яка займається проведенням на території Румунії змагань з хокею із шайбою. Утворена у 1924 році. Спочатку існувала у рамках Комісії зимових видів спорту, яка у 1927 році була перетворена у Комісію спорту на льоду, а у 1931 році — у Федерацію зимових видів спорту. Член ІІХФ з 24 січня 1924 року, об'єднує 7 клубів, понад 767 зареєстрованих гравців (із них 200 дорослих). У країні 8 відкритих майданчиків зі штучним льодом і 4 Палаци спорту, найбільший у Бухаресті («Імені 23 серпня») місткістю 12,000 місць.

## Історія
Перші хокейні матчі у Румунії відбулися у 1921 році у Меркуря-Чук. У 1925 році був проведений перший чемпіонат країни. Перша (і довгий час залишалася єдиною) відкрита ковзанка зі штучним льодом була побудована у 1931 році. Грали хокеїсти в основному у гірських районах, де і проводилися протягом 4—5 днів чемпіонати країни (одноколові турніри). 
У кінці 1940-х і 1950-х років були зроблені рішучі кроки у розвитку гри. З 1958 року почалося будівництво ковзанок зі штучним льодом у Бухаресті, Галаці, Меркуря-Чук. Розвитку хокею у Румунії сприяла допомога радянських і чехословацьких фахівців.

## Турніри
Чемпіони Румунії: 1925 — «Брашовія» (Брашов), ХКР (Бухарест) — 1927—1929; ТКР (Бухарест) — 1930-1934; ТК (Бухарест) — 1935 і 1937; ХКБ (Бухарест) — 1936, «Драгосей Вода» (Черни) — 1938, «Рапід» (Бухарест) — 1940 і 1942, «Ювентус» (Бухарест) — 1941, 1945 і 1946, «Венус» (Бухарест) — 1944, «Чіоканул» (Бухарест) — 1947, «Авантул» (Меркуря-Чук) — 1949 і 1952, «Локомотив» (Тиргу-Муреш) — 1951 і 1952, ККА (Бухарест) — 1953, 1955, 1956, 1958, 1959, 1961 і 1962, «Стінтя» (Клуж) — 1954, «Реколта» (Меркуря-Чук) — 1957, «Воїнта» (Меркуря-Чук) — 1960 і 1963, «Стяуа» (Бухарест) — 1964—1967, 1969, 1971, 1974—1978, 1980, 1982—1989, 1990—1996, 1998, 1999, «Динамо» (Бухарест) — 1968, 1970, 1972, 1973, 1979 і 1981, «Прогим Апіком» (Георгені) — 2000-2002 «Меркуря-Чук» — 1997, 2003, 2004.

## Гравці та національна збірна
Збірна Румунії перший офіційний матч провела на чемпіонаті Європи у 1931 році у Польщі проти збірної США і програла 0:15. Вона виступала у усіх групах чемпіонатів світу і Європи. Найкращий результат команди — 7-е місце на чемпіонаті світу і 6-е на чемпіонаті Європи у 1947 році. Найкращий результат на зимових Олімпійських іграх — 7-е місце у 1976 році. 
Найсильніші хокеїсти Румунії різних років:
- воротарі: Д. Дрон, В. Нетеду, Г. Хуцан;
- захисники: Д. Варга, Г. Юстініан, Д. Моросан;
- нападники: Г. Сабо, Д. Туряну, Е. Пана, В. Хуцан, Г. Бандаш, І. Баша, А. Оленич, Д. Аксінте, Л. Сольом, М. Костя.